# Rhagiini
I Rhagiini Kirby, 1837, sono una tribù di coleotteri cerambicidi appartenenti alla sottofamiglia Lepturinae.

## Morfologia
I Rhagiini sono un gruppo di transizione tra i più primitivi Xylosteini e gli evoluti Lepturini.

Seppure relativamente pochi, i generi di Rhagiini hanno raggiunto un notevole grado di evoluzione e di adattamento ai diversi ambienti, sviluppando una  discreta varietà di forme.

Accanto a generi più primitivi, caratterizzati da colorazioni criptiche e antenne allungate (Stenocorus, Oxymirus), si sono evolute forme floricole, con antenne corte e colori simili a quelli dei Lepturini (Pachyta, Brachyta, Evodinus, Pidonia) o addirittura propri (Gaurotes, Sachalinobia). Esistono inoltre forme aberranti con capo massiccio e antenne corte (Enoploderes, Rhamnusium) o corte (Rhagium), che non hanno simili nei Cerambycoidea.
Tutto questo ha portato ad un proliferare di sinonimi; in realtà tutti i Rhagiini sono riconoscibili per gli occhi finemente faccettati e la parte inferiore del prosterno che forma un angolo rispetto alle coxe anteriori.

## Distribuzione
I Rhagiini sono diffusi con oltre 350 specie nella zona temperata dell'emisfero boreale, soprattutto in Asia orientale e Nord America.

## Galleria fotografica di specie italiane

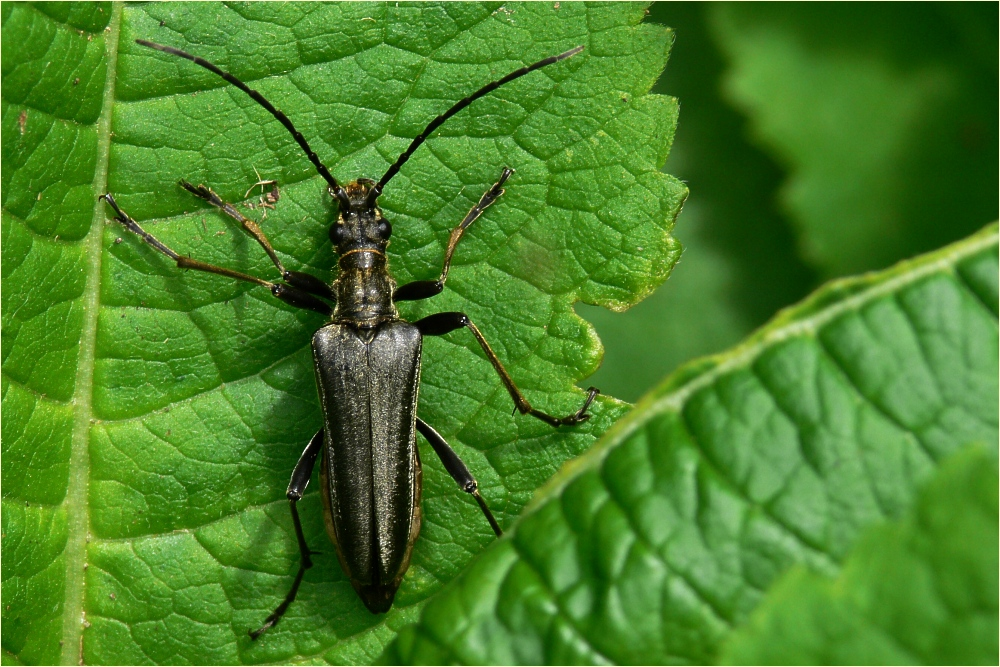
Stenocorus meridianus (Linneo, 1758) ♀
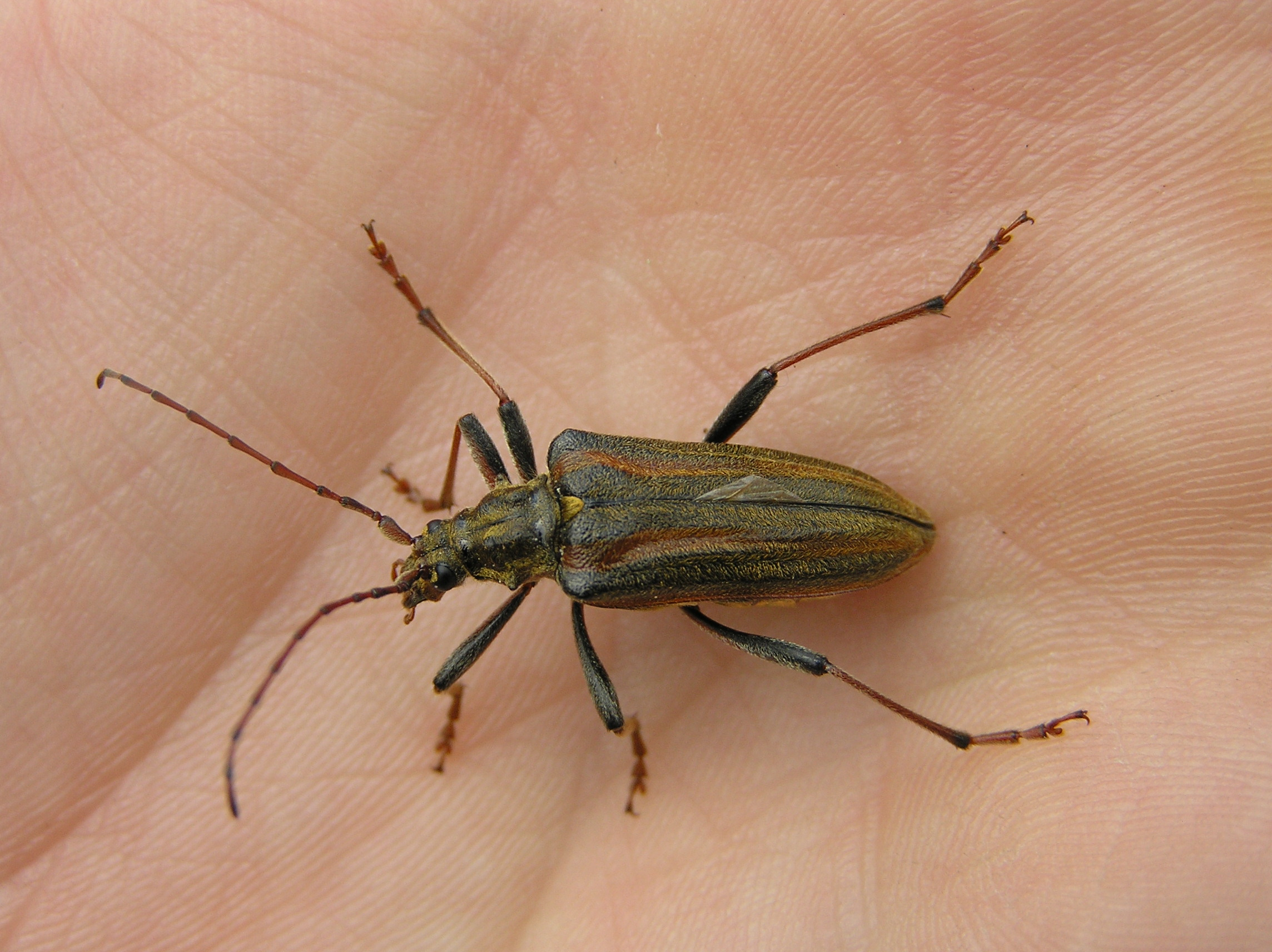
Oxymirus cursor (Linneo, 1758) ♀
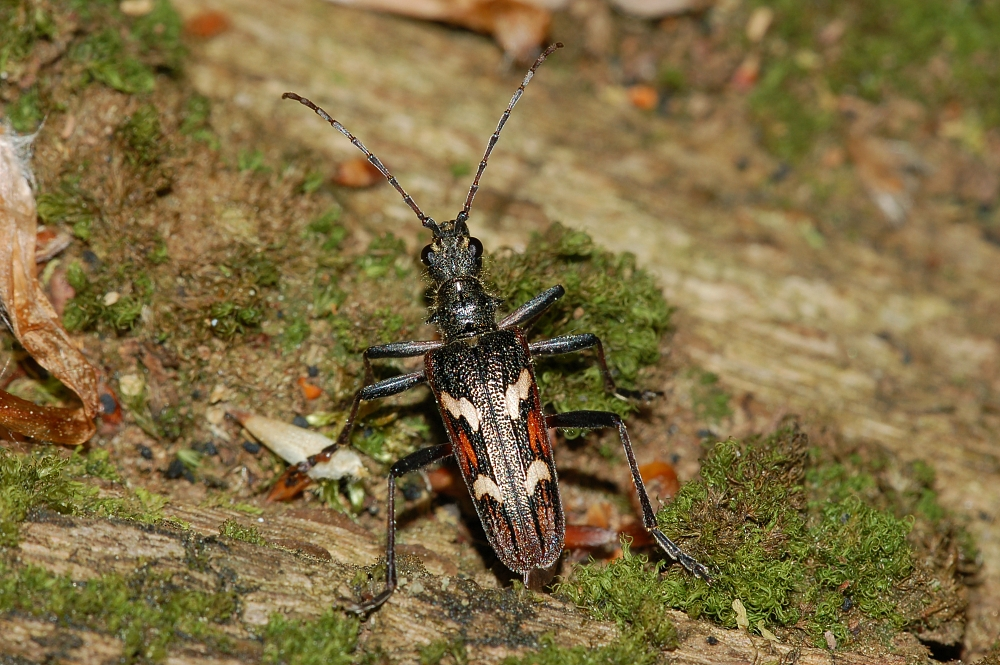
Rhagium bifasciatum (Fabricius, 1775) ♂
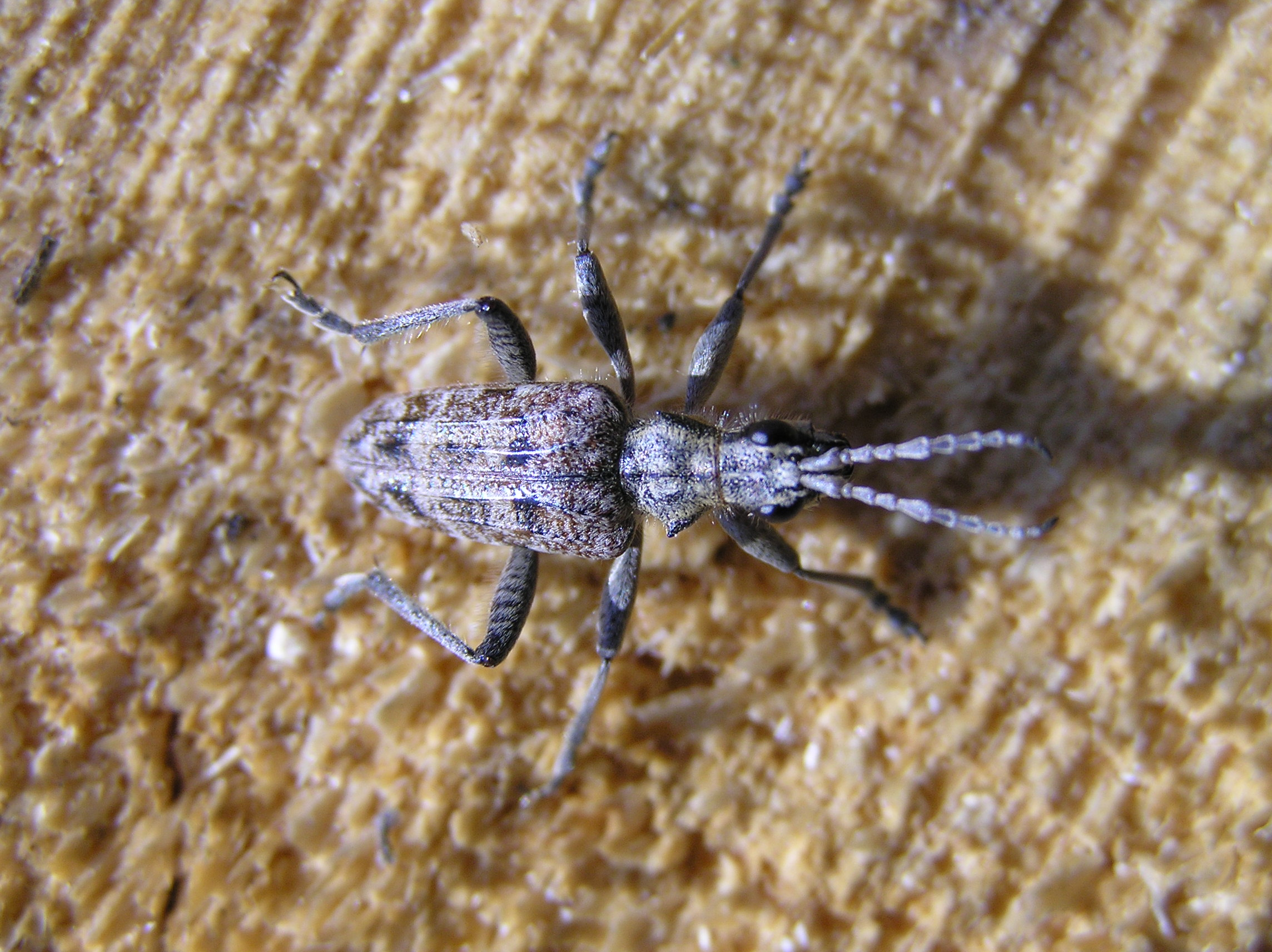
Rhagium inquisitor (Linneo, 1758) ♂
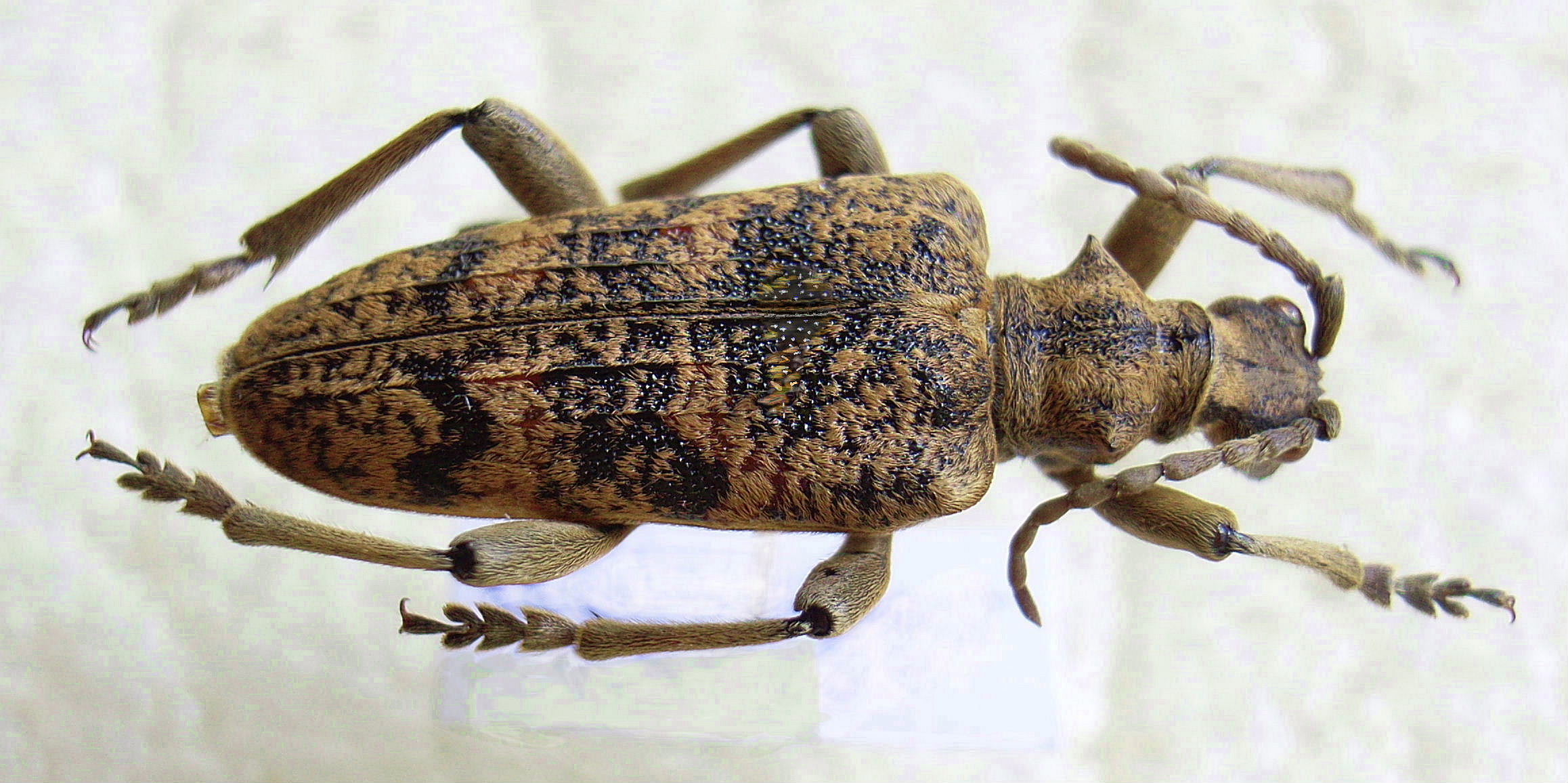
Rhagium sycophanta (Schrank, 1781) ♀
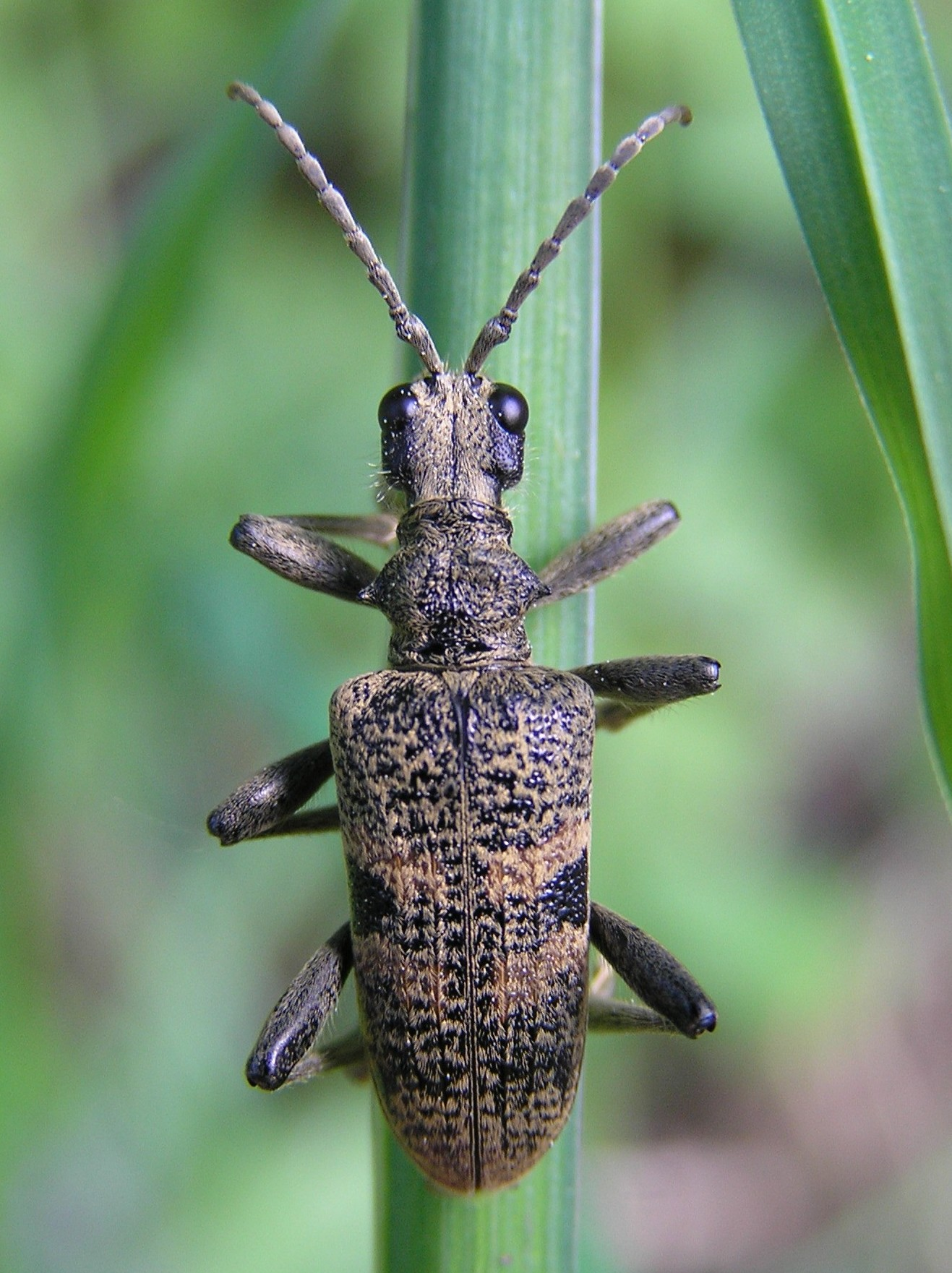
Rhagium mordax (DeGeer, 1775) ♂
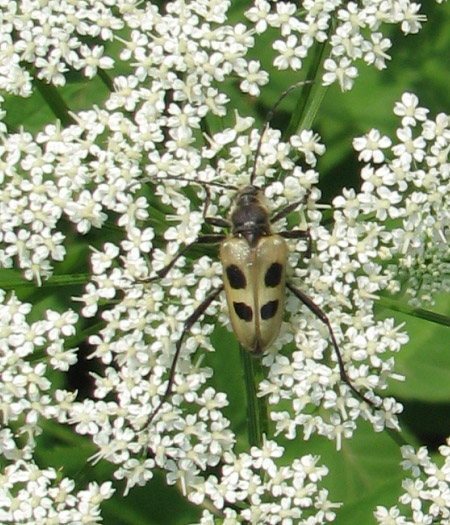
Pachyta quadrimaculata (Linneo, 1758)
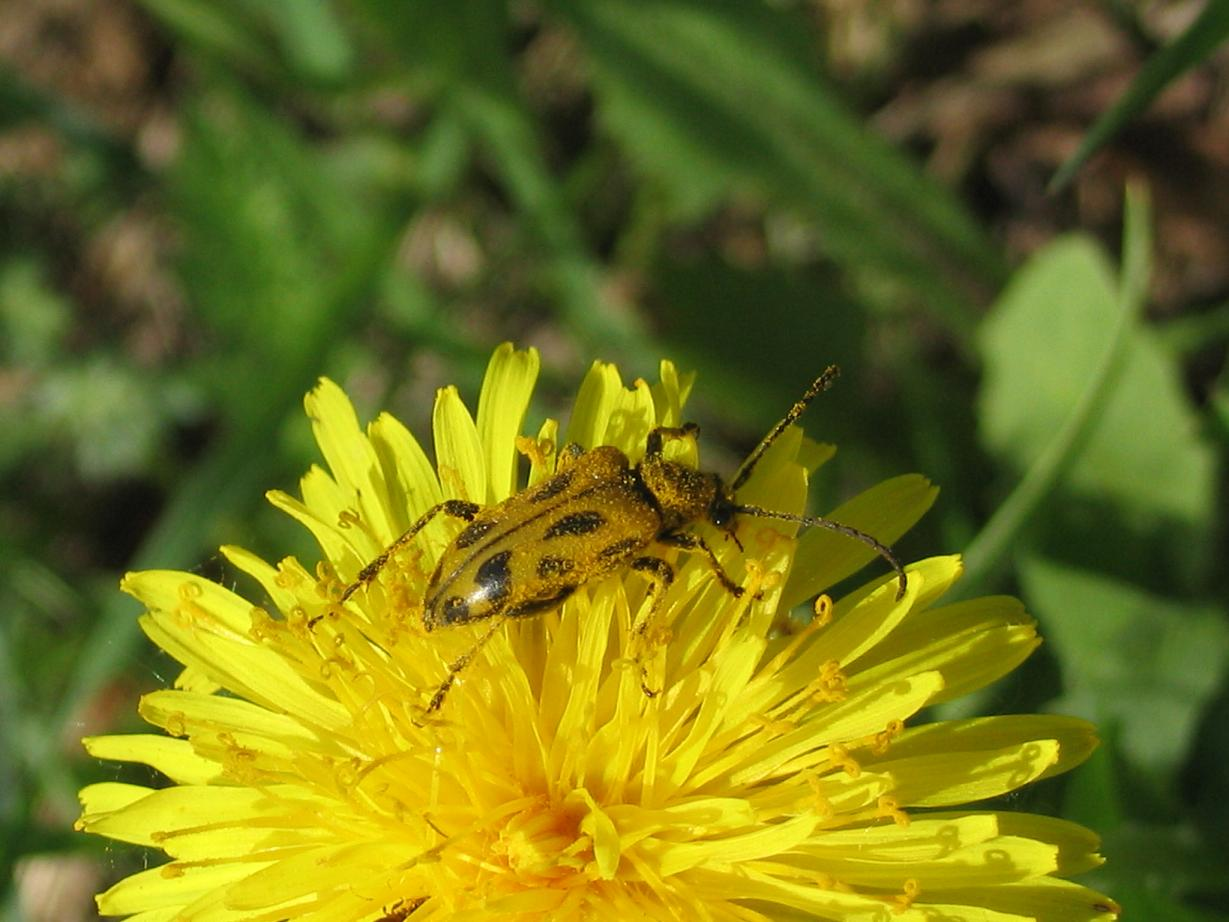
Brachyta interrogationis (Linneo, 1758)
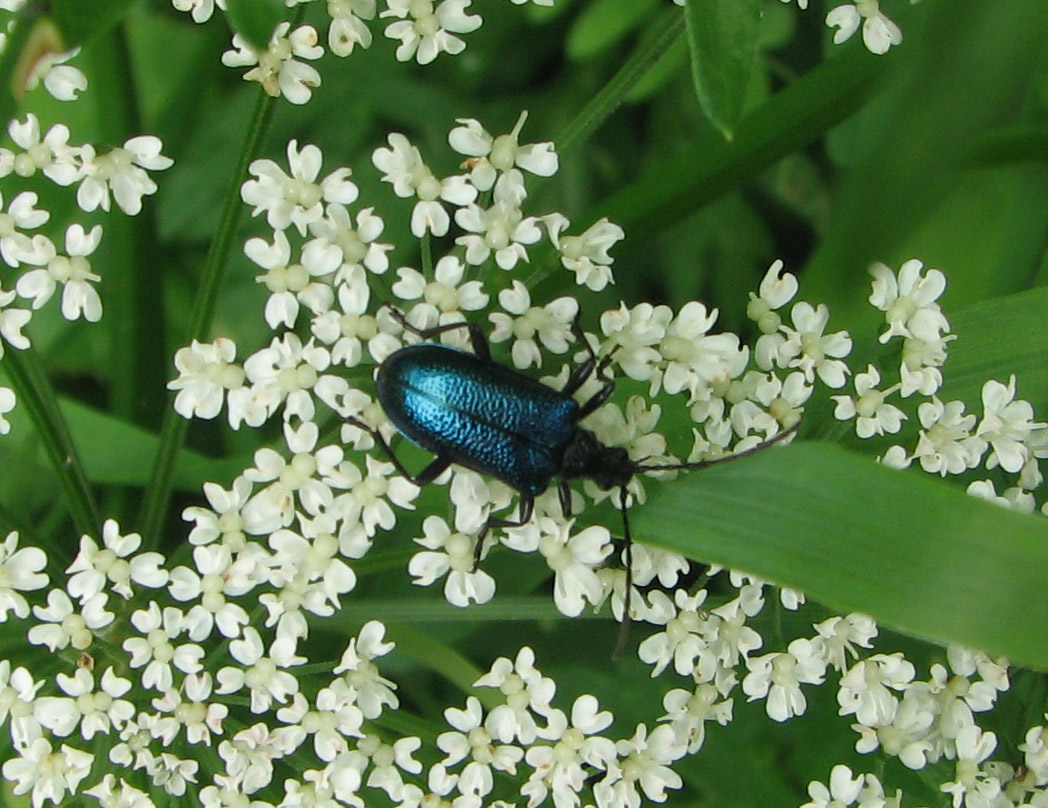
Gaurotes virgineus (Linneo, 1758)
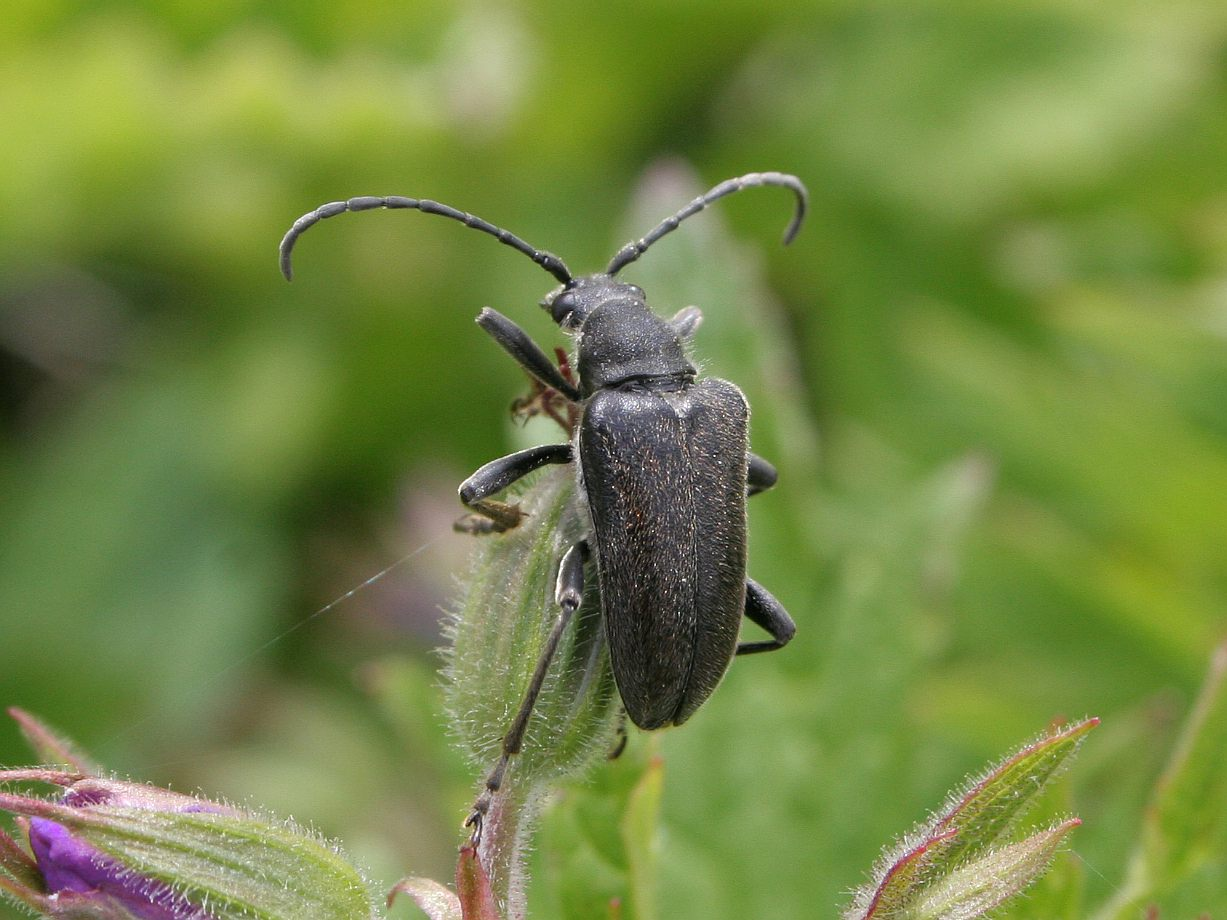
Acmaeops septentrionis (Thomson, 1866) ♀
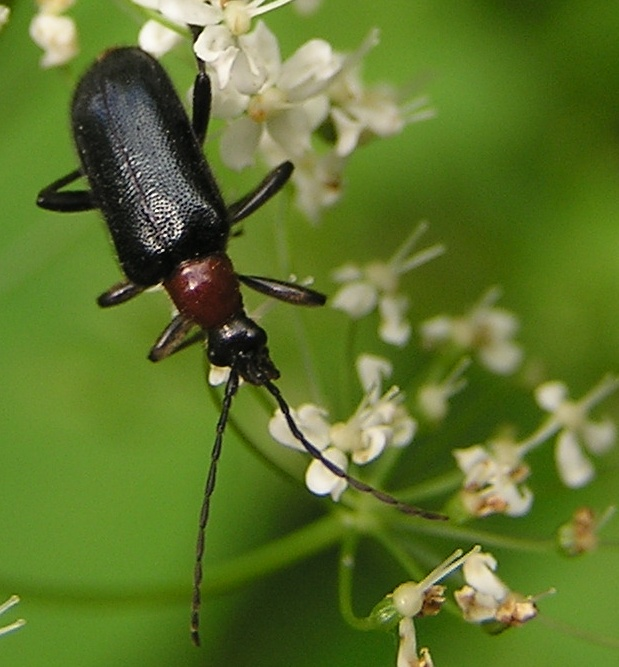
Dinoptera collaris (Linneo, 1758)
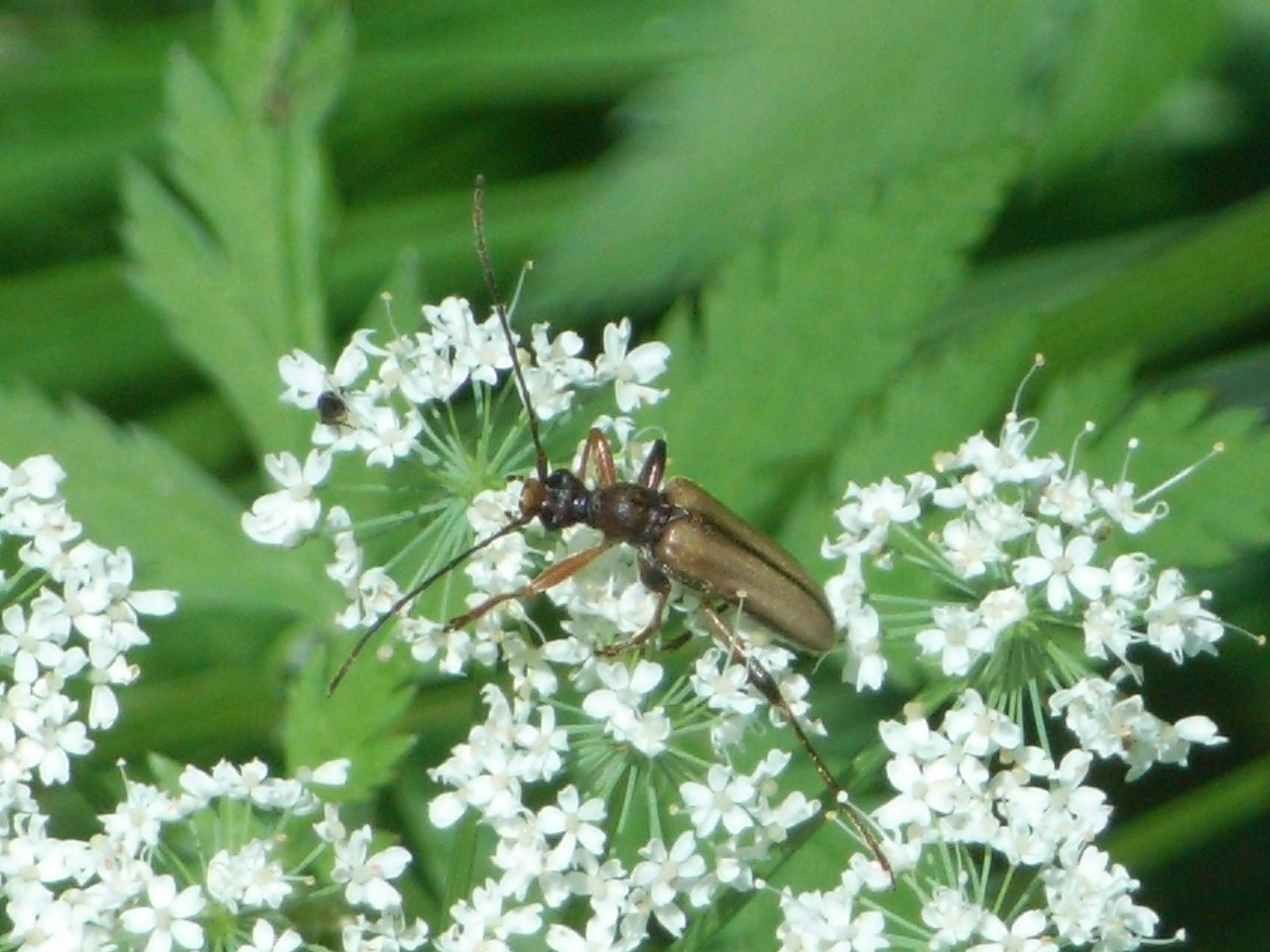
Pidonia lurida (Fabricius, 1792)